# طباعة حجرية

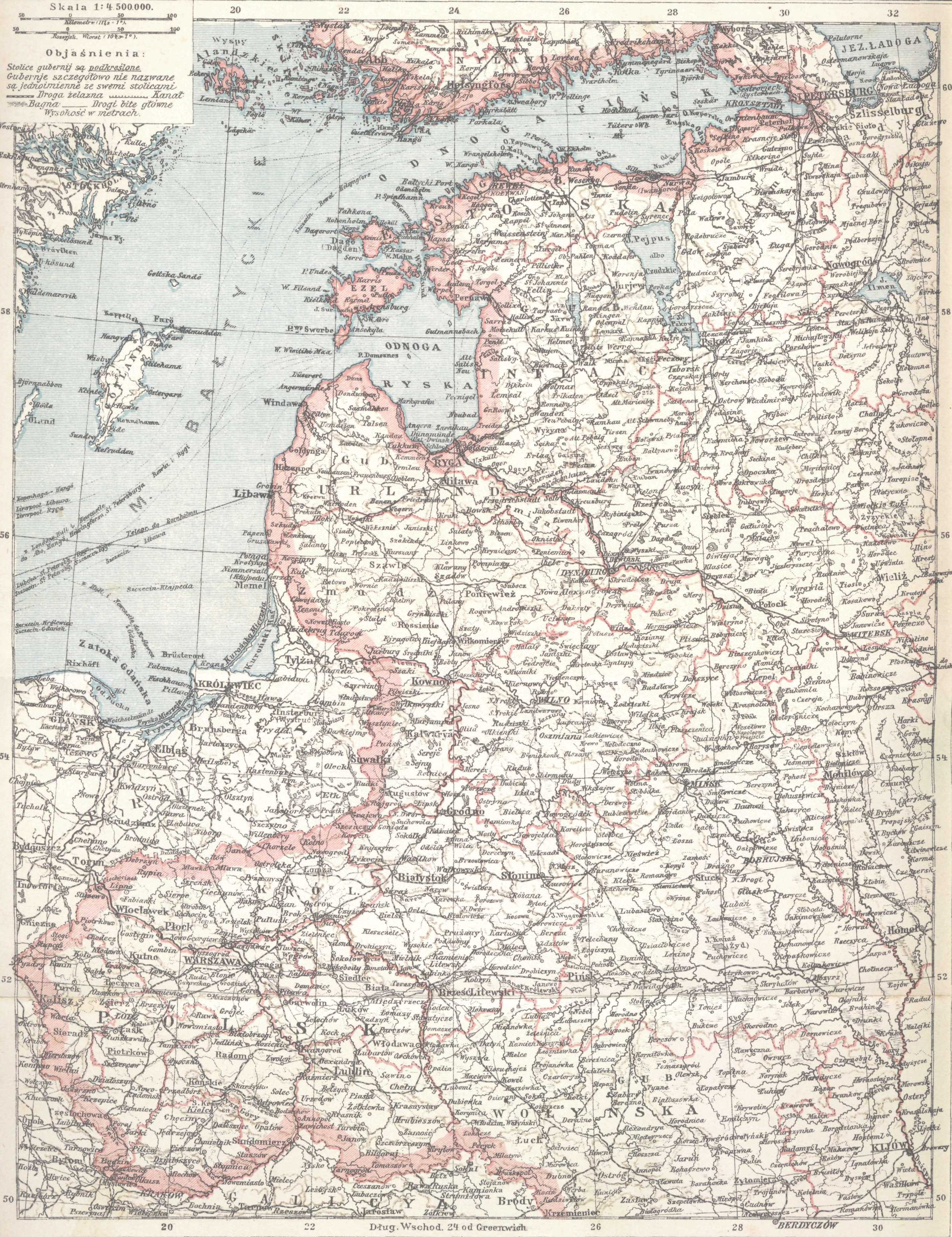
خريطة بواسطة طريقة الليثوغرافي في عام 1902 (الحجم الاصلي 33×24 سم)

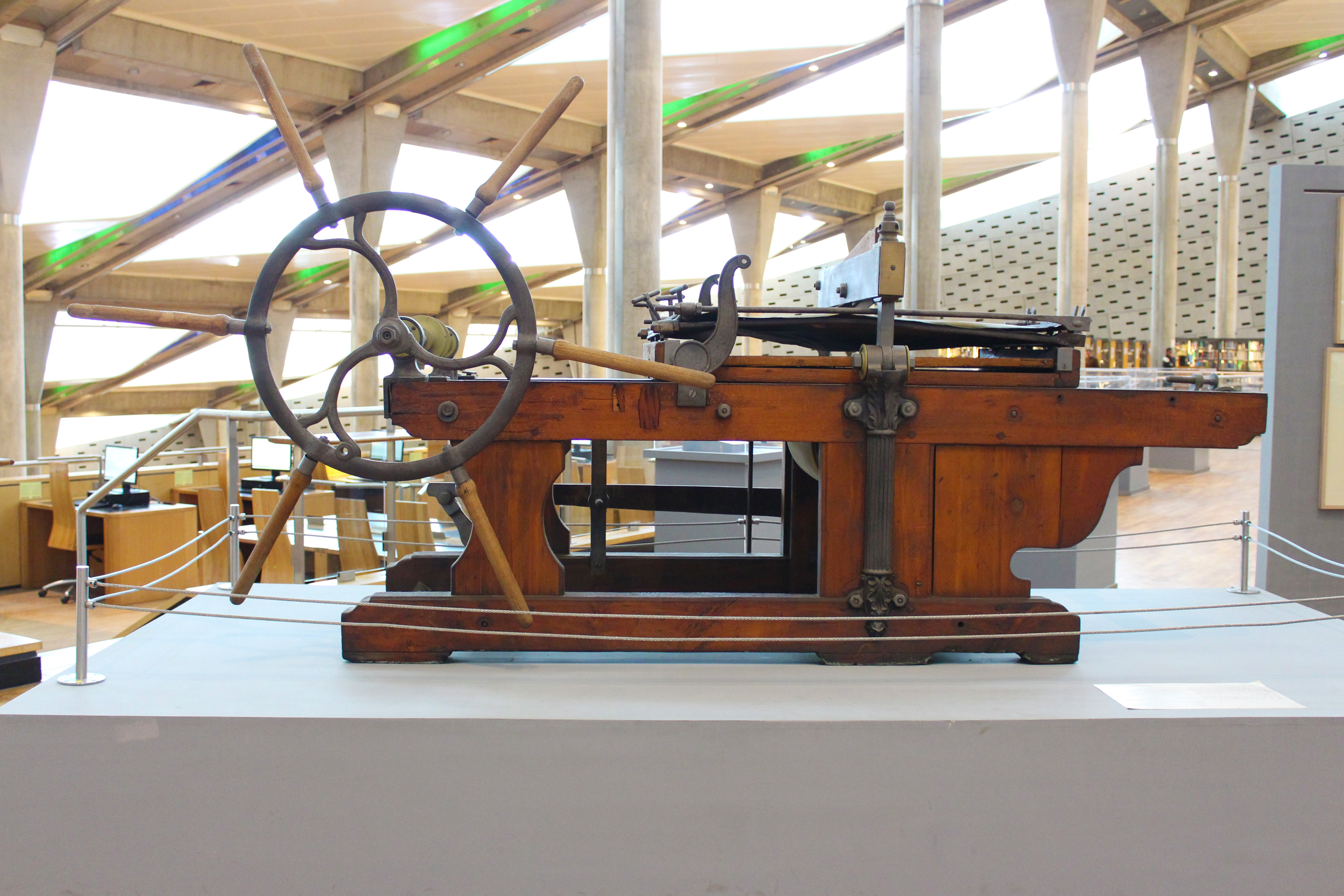
آلة الطباعة الحجرية الملساء موجودة في مكتبة الإسكندرية الجديدة

الطباعة الحجرية أو الطباعة بالحجر (بالإغريقية: λίθος، بالإنجليزية: Lithography) (نقحرة: ليثوغرافيا) هي طريقة للطباعة تعتمد في الأصل على عدم امتزاجية الزيت والماء. تكون الطباعة من حجر « الحجر الجيري الليثوغرافي » أو لوح معدني بسطح أملس. اختُرعت في عام 1796 على يد المؤلف والممثل الألماني؛ ألويز سنفلدر، باعتبارها وسيلة زهيدة التكلفة لنشر الأعمال المسرحية. يمكن استخدام الطباعة الحجرية لطباعة نص أو عمل فني على ورق أو مواد أخرى مناسبة.
استخدمت الطباعة الحجرية في الأصل صورة مرسومة بالزيت، أو الدهون، أو الشمع على سطح لوح مستوٍ أملس من الحجر الجيري الليثوغرافي. عولج الحجر بمزيج من الأحماض والصمغ العربي، ما يعمل على تنميش أجزاء من الحجر التي لم تكن محمية بصورة مبنية على مادة دهنية. عند تبلل الحجر تباعًا، احتفظت هذه المناطق المنمشة بالماء، ومن الممكن عندئذٍ وضع حبر ذي أساس زيتي، فتبعده المياه، ما يجعل الحبر يلتصق بالرسم الأصلي فقط. يُنقل الحبر في النهاية إلى ورقة فارغة، منتجًا صفحة مطبوعة. لا تزال هذه التقنية التقليدية تُستخدم في بعض تطبيقات طباعة الفنون الجميلة.
في الطباعة الحجرية الحديثة، تكون الصورة مصنوعة من طبقة من المبلمر تُوضع على لوح بلاستيكي أو معدني مرن. يمكن طباعة الصورة مباشرة من اللوح (يكون اتجاه الصورة معكوسًا)، أو يمكن طباعتها بالأوفست (طباعة ملساء غير مباشرة)، عن طريق نقل الصورة إلى ورقة مرنة (مطاطية) للطباعة والنشر.
باعتبارها تقنية طباعة، تختلف الطباعة الحجرية عن الطباعة بالنقش الغائر، التي يكون فيها اللوح إما محفورًا أو منمشًا أو منقوشًا بالتنقيط لعمل تجاويف لاحتواء حبر الطباعة، والطباعة الخشبية أو الطباعة بحروف بارزة، حيث يوضع الحبر على الأسطح المرتفعة للحروف أو الصور. اليوم، تُطبع معظم أنواع الكتب والمجلات ذوات حجم كبير، خاصة عند رسمها بالألوان، باستخدام الطباعة الحجرية بالأوفست، التي أصبحت أكثر أشكال تكنولوجيا الطباعة شيوعًا منذ ستينيات القرن العشرين.
يشير المصطلح «الطباعة الضوئية» ذو الصلة إلى استخدام الصور الفوتوغرافية في الطباعة الحجرية، سواء كانت هذه الصور مطبوعة مباشرة من حجر أو من لوح معدني، كما هو الحال في الطباعة بالأوفست. تُستخدم «الطباعة الضوئية» تزامنًا مع «الطباعة بالأوفست». أدخِلت هذه التقنية وكذلك المصطلح في أوروبا في خمسينيات القرن التاسع عشر. منذ ستينيات القرن العشرين، لعبت الطباعة الضوئية دورًا هامًا في تصنيع الدوائر المتكاملة وإنتاجها على نطاق واسع في صناعة الإلكترونيات الدقيقة.

## مبدأ الطباعة الحجرية
تستخدم الطباعة الحجرية عمليات كيميائية بسيطة لتكوين صورة. على سبيل المثال، فإن الجزء الإيجابي من الصورة يمثل مادة كارهة للماء، بينما تكون الصورة السلبية مادة محبة للماء. بالتالي، عند تعرض اللوح إلى حبر طباعة متوافق ومزيج مائي، سيلتصق الحبر بالصورة الموجبة وسينظف الماء الصورة السالبة. يسمح ذلك باستخدام لوح طباعة مسطح، ما يتيح إجراء عمليات طباعة أطول بكثير وأكثر تفصيلًا من طرق الطباعة الفيزيائية القديمة (مثل الطباعة بالنقش الغائر والطباعة بأحرف بارزة).
اختُرعت الطباعة الحجرية من قبل ألويز سنفلدر في مملكة بافاريا في عام 1796. في الأيام الأولى من الطباعة الحجرية، استُخدمت قطعة ناعمة من الحجر الجيري (من هنا كان اسم «الطباعة الحجرية»، إذ تعني كلمة «ليثو» الحجر بالإغريقية القديمة). بعد وضع الصورة ذات الأساس الزيتي على السطح، يوضع محلول من الصبغ العربي في الماء، إذ يلتصق الصمغ العربي فقط بالسطح غير الزيتي. يتمسك الماء في أثناء الطباعة بالأسطح المغطاة بالصمغ العربي، ثم تبعده الأجزاء الزيتية، في حين أن الحبر الزيتي المستخدم للطباعة يفعل عكس ذلك.

## المغرب
جلب محمد ابن الطيب الروداني أول مطبعة باللغة العربية إلى المغرب عام 1864، وكانت مطبعة حجرية.

## وصلات خارجية
- دليل أعمال رقمي مؤلف من 4000 مطبوعة حجرية وحوالي 1000 منقوشة خشبية (بالإنجليزية)
- فحص مفصل للعمليات الداخلة في صناعة رسم توضيحي مطبوع على الحجر خلال القرن التاسع عشر (بالإنجليزية)
- موقع ثيو دي شميت صاحب مؤلف "ما هي الليثوغرافيا" نسخة محفوظة 11 أغسطس 2018 على موقع واي باك مشين. (بالهولندية)